# Lawotschkin La-7
Die Lawotschkin La-7 (russisch Лавочкин Ла-7) ist ein sowjetisches Jagdflugzeug des Zweiten Weltkrieges. Sie war eine Weiterentwicklung der La-5FN mit dem Ziel, bei gleichem Motor ein Flugzeug mit besseren Flugleistungen zu schaffen.

## Geschichte
Wie schon bei der Konzipierung der LaGG-3 zur La-5, so versuchte man auch hier durch einige günstige aerodynamische Änderungen sowie Gewichtseinsparungen die Geschwindigkeit zu erhöhen. Im Gegensatz zur La-5 bekam die La-7 gänzlich schließende Fahrwerksverkleidungen, die Lufteinläufe wurden ins Innere und der Ölkühler nach hinten unter die Pilotenkabine verlegt. Die Bewaffnung wurde ebenfalls verstärkt, die Inneneinrichtung der Kabine überarbeitet.
Die Entwicklung begann 1943/44 unter der Bezeichnung La-120 und ab Mitte 1944 erhielten die Fronteinheiten die ersten Maschinen.
Der erfolgreichste alliierte Jagdflieger des Zweiten Weltkrieges, Iwan Koschedub, flog ebenfalls die La-7 und erzielte damit die letzten seiner insgesamt 62 Luftsiege, darunter einen über eine Me 262. Seine Maschine kann im Zentralen Museum der Luftstreitkräfte der Russischen Föderation in Monino besichtigt werden. Eine weitere La-7 befindet sich im Museum Prag/Kbely in Tschechien, wo dieser Typ unter der Bezeichnung S-97 bis 1950 geflogen wurde.
Die La-7 war das letzte in Holz/Metall-Gemischtbauweise hergestellte Kampfflugzeug Lawotschkins und das leistungsfähigste von der UdSSR im Zweiten Weltkrieg eingesetzte dieser Art.
Insgesamt wurden 5753 La-7 in den Flugzeugwerken Moskau und Jaroslawl hergestellt.

## Versionen
- La-7U/La-7UTI: zweisitzige Schulversion mit geringerem Kraftstoffvorrat und nur einer Kanone
- La-7TK: mit zwei Turboladern TK-3 ausgerüsteter im Juli/August 1944 erprobter Höhenjäger, nicht in Serie gebaut
- La-7/ASch-71: Prototyp mit 18-Zylinder-Motor ASch-71TK
- La-7/ASch-83: von Ende 1944 bis 12. September 1945 erprobter Prototyp mit ASch-83-Triebwerk
- La-126: Version mit geänderten Tragflächen sowie zwei darunter angebrachten Zusatz-Staustrahltriebwerken, drei Stück gebaut und bis 10. Januar 1945 erprobt. Bildete die Ausgangsbasis für die La-9.
- La-7S/La-126PRWD: in Serie produzierte Variante mit zwei Staustrahltriebwerken Bondarjuk WRD-430 unter den Tragflächen, von Juni bis September 1946 erprobt
- La-7/PuWRD: ebenfalls mit zwei Strahltriebwerken ausgestattetes Versuchsmuster
- La-7R/La-120R: Ende 1944 erprobte Ausführung mit Raketentriebwerk RD-1ChS oder SchRD-1 im Heck. Zwei Maschinen wurden gebaut. Die Triebwerksbezeichnung steht für Chimitscheskije Saschiganije (Химические Зажигание, chemische Zündung) oder Schidkostny Raketny Dwigatel (Жидкостный Ракетный Двигатель, Flüssigkeitsraketentriebwerk)

## Technische Daten

Dreiseitenriss der Lawotschkin La-7

| Kenngröße             | Lawotschkin La-7 (Лавочкин Ла-7)                                    |
| --------------------- | ------------------------------------------------------------------- |
| Länge                 | 8,60 m                                                              |
| Höhe                  | 2,80 m                                                              |
| Spannweite            | 9,80 m                                                              |
| Flügelfläche          | 17,59 m²                                                            |
| Flügelstreckung       | 5,5                                                                 |
| Leermasse             | 2625 kg                                                             |
| Startmasse            | 3400 kg                                                             |
| Triebwerk             | ein luftgekühlter 14-Zylinder-Doppelsternmotor ASch-82FN            |
| Startleistung         | 1.850 PS (ca. 1.360 kW)                                             |
| Höchstgeschwindigkeit | 665 km/h in 6000 m, 600 km/h in Bodennähe                           |
| Steigzeit auf 5000 m  | 4,5 min                                                             |
| Reichweite            | 635 km                                                              |
| Flugdauer             | 1 h                                                                 |
| Gipfelhöhe            | 11.800 m                                                            |
| Bewaffnung            | zwei 20-mm-MK SchWAK (je 200 Schuss) oder drei B-20 (je 140 Schuss) |
| Bombenlast            | zwei Bomben bis insgesamt 150 kg oder sechs Raketen RS-82           |